# Munkapszichológia
A munkapszichológia olyan tudomány, mely a dolgozó emberek munkakörnyezetében lejátszódó tevékenységeinek pszichológiai vonatkozásait vizsgálja a hatékonyabb termelés és a dolgozók jóléte érdekében. Három tényezőre irányítja a figyelmet: a dolgozó emberre, a munkakörnyezetre és a termelési tevékenységre.

## A munkapszichológia célja
- Az emberi viselkedés tanulmányozása a munkával, illetve a munkaszervezettel összhangban
- Hatékony munkavégzés elégedett dolgozókkal
- Az ember és a közösség védelme, illetve segítése
- A társas érdekek és az egyéni érdekek egyeztetése
- Az egyéni és vállalati érdekek egymáshoz közelítése
- Könnyebb, biztonságosabb és örömtelibb munkavégzés megteremtése

## A munkapszichológia története
Frederick Winslow Taylort gyakran bírálták amiatt, hogy nem vette figyelembe a munka emberi vonatkozásait. Természetesen Taylor is tudatában volt annak, hogy a munkások lelkiállapota is befolyásolja a teljesítményt, de a munka fizikai-mechanikai vonatkozásaival ellentétben ezeket nem vizsgálta tudományos alapossággal (Klein, 2004). A human relations irányzat, amely pontosan ezeket a bírálatokat figyelembe véve, a taylori irányzat ellenlábasaként jött létre, Elton Mayo nevéhez kötődik.

### 1920 és 1938 között - Human relations
1923-1924-ben Elton Mayo, ausztráliai születésű pszichológus és szociológus egy philadelphiai textilgyárban végzett kutatásokat annak érdekében, hogy megállapítsa, mi áll a 250 százalékos fluktuáció és az alacsony munkatermelékenység hátterében. A dolgozókkal való beszélgetései alapján bevezetett pihenőidő eredményeképp a fluktuáció 5 százalékra csökkent (Klein, 2018).
A Hawthorne Works nevű, chicagói elektronikai vállalat ugyanebben az időben egy kutatást rendelt, annak érdekében, hogy megállapítsák, a dolgozók termelékenységére a különböző körülmények (világítás, fűtés, pihenőidő stb.) milyen hatást gyakorolnak. A pszichológusoknak ekkor az volt az álláspontjuk, hogy a fizikai munkafeltételek összefüggésben állnak a dolgozók termelékenységével és közérzetével.
A Mayo által vezetett Hawthorne vizsgálatok első részében a megvilágítási vizsgálatok három szakaszban zajlottak (Klein, 2004).  Az első szakaszban a tesztcsoportot egy külön teremben dolgoztatták, ahol állandóan változtatták a fényviszonyokat és minden esetben feljegyezték a termelékenység változásait. A kontrollcsoport esetén nem változtatták a világítást, ám a produktivitást folyamatosan regisztrálták. A kutatók azt állapították meg, hogy a világítás csak több tényező egyike, és más tényezők is befolyásolják a termelést. Ezeknek mérése érdekében újabb kísérleti elrendezést alakítottak ki. A második kísérlet esetén a kutatók azt találták, hogy bár a nagyobb fénymennyiségben dolgozó csoport termelékenysége növekedett, mint ahogyan ezt várták is, de a kontrollcsoport produktivitása is nőtt, holott az esetükben a világítás változatlan volt. Ebből a kutatók azt a következtetést vonták le, hogy nem megállapítható, hogy a teljesítmény emelkedése mekkora mértékben tulajdonítható a jobb fényviszonyoknak. A vizsgálat harmadik és egyben utolsó szakaszában a tesztcsoport esetén csökkentették a terem megvilágítását. A teljesítményt vizsgálva azt találták, hogy ebben az esetben is növekedett az, akárcsak a kontrollcsoport esetében.
A kutatók megállapították, hogy a világítás csak egyike a kisebb jelentőségű befolyásoló tényezőknek, amelyek hatással vannak a termelékenységre. A kísérletek hozzájárultak ahhoz, hogy a termelékenység új, szociálpszichológiai tényezőjét fedezték fel, amelyet elősegített az a tény, hogy Mayo arra következtetett, hogy az elemzések során a termelési szituáció egyes oldalainak szétválasztását el kell vetni és egységes képet kell kialakítani (Klein, 2018).
A Hawthorne vizsgálatok második részében a kísérletek eredményei alapján 1927-től a kísérletek új irányt vettek (Klein, 2018). Az első vizsgálat során két munkásnő maga választhatta ki, kikkel szerettek volna együtt dolgozni. A hat főből álló csoportokat egy-egy külön szobában helyezték el, ahol egy relét kellett összeszerelniük. A munkavezetőjük gyakran beszélt velük és az ő javaslataikat is figyelembe véve változtatta a körülményeket. A munkásnők kikerültek a nagyvállalat robotjából, emberi lénynek érezhették magukat, akiknek számít a véleménye, nem csak egy nagy gépezet részének. Az eredmények a megvilágítási kísérletekhez hasonlóan zajlottak: bárhogyan változtatták a független változókat (szünet ideje, hossza, munkaidő hossza, fizetés), a teljesítmény minden szakaszban nőtt. Mayo ekkor kezdte felismerni, hogy a vizsgálati személyek egy olyan változásokra is reagáltak, amelyeket a kutatók nem tudatosan idéztek elő, a hat együtt dolgozó nőből csoport lett (Klein, 2018).
A vizsgálat harmadik, befejező szakaszában 1931 és 1932 között Mayo és munkatársai új célt tűztek ki maguk elé (Klein, 2004). A csoport fogalmának tisztázására, a csoporttevékenység következményeinek megállapítására, a csoportdinamika megfigyelésére törekedtek. Ennek érdekében egy kísérleti helységben tizennégy dolgozó férfiból álló csoportot figyeltek meg. Az eredmény pont az előző vizsgálatokban tapasztaltak ellenkezője volt, a teljesítmény csökkenését, visszatartását tapasztalták. A tizennégy munkást tanulmányozva azt találták, hogy a dolgozók saját, bonyolult társadalmi szervezetüket alakították ki és tevékenységük szorosan annak működéséhez fűződött (Klein, 2004). A csoporton belül alcsoportokat, klikkeket, elszigetelt egyéneket is találtak. A személyes kapcsolatok, amelyeket az adott munkás ebben a társadalmi szervezetben kialakított, meghatározta csoporton belüli státuszát, a vele szemben támasztott elvárásokat, azt, hogy ő maga mennyire talált kielégülést és azt, hogy mit várt el magától. A kutatók azt a következtetést vonták le, hogy az egyén a csoport többi tagjával fennálló viszonya nagymértékben determinálta a csoporton belüli viselkedését (Klein, 2004). Azok a normák, amelyekhez a vizsgálati személyek igazodtak két funkciót szolgáltak: gátolták azt, hogy a csoport tagjai a csoport egészétől eltérő magatartást mutassanak, valamint megvédték a csoport tagjait a külső beavatkozástól, ellenőrzéstől. A zökkenőmentes működést a tagok a gúnyolódás, nevetségessé tétel segítségével biztosították. Maga a csoport határozta meg, mennyit dolgozzanak, az informális szervezet (csoport) szankciói eredményesebbek voltak, mint a vállalat intézkedései. Azaz a termelési szintet a csoport szabta meg, nem a vállalati vezetés.
A kísérlet eredményeképp megszületett a Hawthorne hatás nevű fogalom (Muchinsky, 1983), amely megállapítja, hogy a kísérlet kezdetekor a dolgozók teljesítménye növekedésnek indult a szituáció újdonságereje miatt (a dolgozók pozitívan reagálnak az új figyelemre, amelyet a kutatóktól kapnak), ám az újdonság ereje elmúlik, és a teljesítmény visszatér a megfigyelés kezdete előtti szintre. Fontos, hogy a viselkedésbeli változást a környezetbeli változások (a megfigyelők jelenléte) okán jön létre, nem pedig a kísérlet részeként manipulált változók (világítás mennyisége) miatt. A hatás az irodalom alapján néhány naptól akár két éven át is tarthat (Muchinsky, 1983).
A Hawthorne vizsgálatok feltárták az informális dolgozói csoportok fontosságát és hatásukat a termelés kontrolljára, rávilágítottak a dolgozói attitűdök fontosságára, az együtt érző és rokonszenvező és megértő felügyelő értékére és annak szükségességére, hogy a dolgozókat emberként kezeljék (Muchinsky, 1983). A vizsgálatok eredményeképp a munkapszichológia témája némiképp megváltozott. A vizsgálatokat megelőző negyven évben az irányzat mögött álló hajtóerő a vállalati hatékonyság fejlesztése volt, ám a vizsgálatok eredményei árnyalták a képet azzal, hogy az emberi viselkedés komplexitására világítottak rá.

### Munkapszichológia a második világháborúban
A második világháború kitörésével az Amerikai Egyesült Államokban dolgozó munkapszichológiával foglalkozó szakemberek új kihívással találkoztak, hogy segítsék a nemzet mobilizálását egy két kontinensen zajló háborúra.
Amikor az USA belépett a második világháborúba, a munkapszichológusok már felkészültebbek voltak a szerepükre, mint 1917-ben. A két háború közt ugyanis tanulmányozták a dolgozók hatékony kiválasztásának és megfelelő elhelyezésének problémakörét és finomították eszközeiket. A Walter Bingham elnöklésével dolgozó bizottság kidolgozott egy tesztet, az „Army General Classification Test”- et (AGCT), amelynek célja az volt, hogy az újonc katonákat csoportokba ossza aszerint, mennyire képesek elsajátítani a katonai feladatokat és kötelességeket (Muchinsky, 1983). A teszt mérföldkőnek bizonyult a csoporttesztelés szempontjából. A pszichológusok továbbá segédkeztek szituációs stressz tesztek (a titkosszolgálati munkára jelentkezők érzelmi és interperszonális reakcióinak vizsgálata stresszt, frusztrációt okozó helyzetben), a katonai repülőgépek pilótáinak kiválasztása és kiképzése (a megfelelő jelöltek kiválasztása, illetve a felszerelések újratervezése a pilóták munkájának megkönnyítése érdekében) (Muchinsky, 1983).
1943-ban a hadsereg támogatásával megalakult az Applied Psychology Panel (’Alkalmazott Pszichológia Bizottság’), amelynek három fő működési területe a személyek csoportosítása, kiképzés és a felszerelés tervezése (ergonómia előfutára) volt (Muchinsky, 1983).
A háború alatt a munkapszichológia a civil életben is jelen volt, egyre nagyobb gyakorisággal alkalmazták a kifejlesztett foglalkoztatási teszteket, valamint a rendszeres munkából való távolmaradás csökkentésének lehetőségeit is vizsgálták. Az ipar felfedezte, hogy a munkapszichológia számos eredményét felhasználhatja a kiválasztás, kiképzés, géptervezés, és különösen érdeklődtek a szociálpszichológia iránt. A katonák attitűdjeinek vizsgálati módszerei szintén alkalmazhatóak voltak az iparban (Muchinsky, 1983). Összegezve tehát a háború alatt kidolgozott technikák az üzleti életben és az iparban is alkalmazhatók.

### Az ergonómia megszületése
Mint új tudomány, a munkapszichológia is hamar további tudományterületekre bomlott (Muchinsky, 1983), ezek közül is kiemelkedik az ergonómia, melynek közvetett előzményeihez egészen Leonardo da Vinci-ig kell visszatekintenünk, míg közvetlen előzményei a második világháborúban gyökereznek, míg a fogalmat magát először W. Jastrzebowsky használta egy 1857-ben megjelent tanulmányában.
Klein (2004) megfogalmazásában az ergonómia „az emberi adottságoknak maximálisan megfelelő munkafeltételek kialakítására vonatkozó komplex tudománycsoport” (Klein, 2018, 84. o.), ergonómiai problémával pedig akkor állunk szemben, ha a probléma egy műszaki feladat megoldása során merül fel és ha a megoldás során figyelembe kell venni az ember pszichológiai, fiziológiai adottságait, képességeit, igényeit (Klein, 2018, uo.).
A második világháború alatt elinduló ergonómia hamar független tudománnyá vált és hatalmas robbanáson ment keresztül az 1950-es és 1960-as években. A technikai fejlődés, a növekvő automatizálás és a munkamegosztás miatt létrejövő ipari nagyvállalatok egységes, korszerű és tervszerű irányítása a különféle munkatevékenységek hatékony integrálását tette szükségessé, ez az igény a munkával foglalkozó tudományok integrációját tette sürgetővé (Klein, 2018).
1949-ben megalakult az Amerikai Egyesült Államokban ész Egyesült Királyságban a Human Factors Society (’Emberi Tényezők Társasága’) és az Ergonomics Research Society (’Ergonómiai Kutató Társaság’), majd egy évtizeddel később a Nemzetközi Ergonómiai Társaság.
Kezdetben az ergonómia az érzékelés és mozgásirányítás pszichológiai jellegű problémái iránt érdeklődött, túlságosan hangsúlyozta a műszaki jelleget (Klein, 2018) és távol tartotta magát olyan pszichológiai kérdésektől, mint a dolgozók attitűdje, motivációja. Az utóbbi időben a tendenciák azonban azt mutatják, hogy a kutatók is belátták, hogy az üzemi problémák rendszerszemléletű megközelítése nem teszi lehetővé a szociálpszichológiai, szervezetpszichológiai jellegű témák figyelmen kívül hagyását (Klein, 2018).

### A munkapszichológia története 1946-tól napjainkig – Szervezeti és munkapszichológia megszületése
Ebben az időszakban vált a munkapszichológia legitim tudományterületté (Muchinsky, 1983). Egyre több egyetem és főiskola kezdett kurzusokat indítani és tudományos fokozatok is megszerezhetővé váltak a témában. Az új tudomány különböző területekre bomlott (ezek egyike az ergonómia).
Az 1950-es években egy újabb trend jelentkezett, egyre nagyobb figyelmet szenteltek a szervezeteknek, amelynek eredményeképp az 1960-as években szervezeti színezetet kaptak a kutatások is, egyre inkább figyelembe vették a szociális hatásokat, amelyek befolyásolják a szervezetbeli viselkedést. A fordulat eredményeképp 1970-ben a Division of Industrial Psychology, azaz az American Psychology Association (Amerikai Pszichológiai Társaság) ’Munkapszichológia Tagozata’, Division of Industrial- Organisational Psychology-ra (’Munka- és Szervezeti Pszichológia Tagozat’) cserélte a nevét. Ezzel a szimbolikus aktussal megszületett a szervezeti és munkapszichológia tudományterülete, mely multidiszciplináris tudomány (Muchinsky, 1983).

### Néhány szó a magyarországi munkapszichlógia történetéről
- 1945 előtt a vállalatvezetés nem alkalmazta a munkapszichológiát
- 1945-49: értékes tevékenység folyt, majd megszakadt (párthatározat)
- 50-es évek vége: munkapszichológia jelentős lemaradása
- 60-as évek eleje: pszichotechnika, részjelenségek sematikus, sablonos vizsgálata
- 60-as évek vége: munkapszichológiai robbanás
- rendszerváltás: megszűnnek a nagy állami vállalatok laboratóriumai, de a munkapszichológiai jellegű tevékenység tovább él.

## A munkapszichológia fő területei/feladatkörei

### A British Psychological Society (1986) felosztása szerint
- Személyzet kiválasztás és értékelés: toborzás, interjúk, kérdőívek, tesztek, képességvizsgálatok, beválás vizsgálata, AC, pályaprofil, kompetenciaelemzés
- Képzés: tréning módszer, képességfejlesztés, kiképzés, továbbképzés, kommunikációs-, kapcsolatépítő-,asszertivitás-tréning, távoktatás, képzési igények vizsgálata, szervezeti tanulás
- Teljesítményértékelés: munkatevékenység elemzése és értékelése, visszajelzés, tevékenységmérés
- Szervezetfejlesztés: szervezeti diagnózis, szervezeti változás, -fejlődés, -átalakulás, szervezeti kultúra, akciókutatás
- Ergonómia: a dolgozó és fizikai munkakörnyezete, munkaszervezés, "biztonság-hatékonyság-komfort", ember-gép / ember-számítógép kapcsolat, munkahely- és munkaeszköz kialakítás
- Pálya- és karrier tanácsadás: pályaválasztás, pályafejlődés, karrier-tervezés, karrier-tanácsadás
- Szociális jártasság fejlesztése: személyközi kapcsolatok és készségek, munkahelyi szociálpszichológia
- Esélyegyenlőség javítása: foglalkozási rehabilitáció, speciális rétegek a munkahelyeken, a fogyatékkal élők integrációja, akadálymentesítés
- Foglalkozás-egészségügy pszichológiai vonatkozásai: mentálhigiéné, munkahelyi stressz, muunkabiztonság, baleset, drog, dohányzás, munkahelyi egészségfejlesztés
- Munkakör tervezés: munkakör elemzés- és tervezés, munkaköri leírás
- Attitűd vizsgálatok: attitűd-mérés, munkaérték-vizsgálatok, kérdőívek
- Elégedettség: munkahelyi elégedettség vizsgálata, a munka és magánélet harmóniája